# Shahjahanpur
Shahjahanpur (hindi:शाहजहाँपुर; urdú: شاه ‌جہاں پور) és una ciutat i municipalitat d'Uttar Pradesh, capital del districte de Shahjahanpur. Està situada a 27° 53′ N, 79° 55′ E / 27.88°N,79.92°E a la riba esquerra del riu Garrah o Deoha. Consta al cens del 2001 amb una població de 297.932 habitants. Anteriors dades de població són:
- 1872: 72.136
- 1881: 77.404
- 1891: 78.522
- 1901: 76.458

La majoria d'aquestos residia a la ciutat amb uns prop de tres mil al campament militar britànic.

## Història
Vegeu: Districte de Shahjahanpur
Shah Jahan va destruir la ciutat de Kant i la fortalesa de Puwayan dels bargujars descendents del rajput Raja Pratap Singh Bargujar, i va cedir 14 pobles a dos germans, Diler Khan i Bahadur Khan, fills d'un general del seu exèrcit, amb permís per edificar un fort al costat del qual va sorgir una ciutat que fou batejada com Shahjahanpur, sobre les ruïnes de Kant (1647). El 1801 va passar als britànics i el 1813 fou declarada capital de districte. Fou un dels centres de resistència nacional durant el motí i va estar en mans dels rebels entre l'1 de juny de 1857 i l'abril de 1858; al retornar els britànics el fort fou destruït però es conserven algunes tombes musulmanes entre elles la de Bahadur Khan un dels fundadors de la ciutat que va fundar la mesquita (que també es conserva). El 1864 es va formar la municipalitat.